# Currimundi Lake Conservation Park
Currimundi Lake Conservation Park är en park i Australien. Den ligger i delstaten Queensland, omkring 79 kilometer norr om delstatshuvudstaden Brisbane. Currimundi Lake Conservation Park ligger 2 meter över havet.
Närmaste större samhälle är Caloundra, nära Currimundi Lake Conservation Park. Genomsnittlig årsnederbörd är 1 778 millimeter. Den regnigaste månaden är januari, med i genomsnitt 345 mm nederbörd, och den torraste är september, med 40 mm nederbörd.